# João Cura Mariano
João Eduardo Cura Mariano Esteves (Coimbra, 23 de maio de 1957) é um magistrado português, antigo juiz do Tribunal Constitucional e atual presidente do Supremo Tribunal de Justiça.

## Carreira
Licenciado em Direito pela Faculdade de Direito da Universidade de Coimbra em 1980 e Mestre em Ciências Jurídico-Civilísticas pela Universidade Católica Portuguesa em 2004), João Cura Mariano fez carreira no Magistratura Judicial, iniciando funções em 1986.
Foi Juiz nos Tribunais Judiciais de Coimbra (1986-1987), de Instrução Criminal da Guarda (1987-1989), da Marinha Grande (1989-1990), dos Juízos Cíveis de Lisboa (1990-1993) e do Círculo Judicial de Cascais (1993-2005).
Foi nomeado Juiz-Desembargador do Tribunal da Relação de Coimbra (2005-2006) e, posteriormente, do Tribunal da Relação do Porto (2006-2007 e 2016-2017).
Foi Docente da disciplina de Direito Civil no Centro de Estudos Judiciários (1997-2001).
Exerceu as funções de Representante Português na União Internacional de Magistrados, tendo integrado o Conselho Central desta organização e a sua 2ª Comissão de Estudos de Direito Civil (1997-2003) e de Representante Português na Associação Europeia de Magistrados (1997-2003).
Foi Juiz do Tribunal Constitucional (2007-2016).
Foi membro do Conselho Consultivo da Procuradoria Geral da República (2016-2020).
Foi Professor Convidado da Faculdade de Direito da Universidade Nova, (2017-2024), tendo-lhe sido atribuído em 2024 o Prémio de excelência pedagógica Freitas do Amaral.
Foi Juiz Conselheiro do Supremo Tribunal de Justiça (2020-2024).
Em 22 de Maio de 2024 foi eleito pelos seus pares Presidente do Supremo Tribunal de Justiça tendo tomado posse em 4 de junho de 2024. 

## Tribunal Constitucional
Em 29 de Março de 2007 João Cura Mariano foi eleito Juiz do  Tribunal Constitucional pela Assembleia da República por maioria qualificada (superior a 2/3 dos votos), conforme previsto pela Constituição.
Em 4 de Abril de 2007, no Palácio de Belém, foi-lhe conferida pelo Presidente da República Aníbal Cavaco Silva a posse como Juiz do  Tribunal Constitucional para um mandato de 9 anos.
Cessou funções em 22 de Julho de 2016.

## Obras publicadas
- Impugnação pauliana, 3.ª ed., Coimbra: Almedina (2020).

- Responsabilidade contratual do empreiteiro pelos defeitos da obra, 7.ª ed., Coimbra: Almedina (2020).

- A providência cautelar de arbitramento de reparação provisória, 2.ª ed., Coimbra: Almedina (2006).

- Direito de exoneração dos sócios nas sociedades por quotas, Coimbra: Almedina (2005).